# Tiêu Bồi
Tiêu Bồi (tiếng Trung giản thể: 肖培, bính âm Hán ngữ: Xiào Péi, sinh tháng 1 năm 1961, người Hán) là chính trị gia nước Cộng hòa Nhân dân Trung Hoa. Ông là Ủy viên Ủy ban Trung ương Đảng Cộng sản Trung Quốc khóa XX, hiện là Phó Bí thư Ủy ban Kiểm tra Kỷ luật Trung ương Đảng Cộng sản, Phó Chủ nhiệm Ủy ban Giám sát Nhà nước Trung Quốc. Ông từng là Thanh tra của Tổ Thanh tra Trung ương Đảng, Phó Bộ trưởng Bộ Giám sát Trung Quốc; Bộ trưởng Bộ Tuyên truyền của Văn phòng Trung ương Đảng
Tiêu Bồi là đảng viên Đảng Cộng sản Trung Quốc, học vị Cử nhân Giáo dục chính trị, Thạc sĩ Quản trị học, chức danh Biên tập cấp cao. Ông có gần 30 năm sự nghiệp ở các cơ quan Bắc Kinh, nhất là báo chí trước khi chuyển qua khối giám sát, kiểm tra và kỷ luật của Đảng Cộng sản và Nhà nước.

## Xuất thân và giáo dục
Tiêu Bồi sinh tháng 1 năm 1961 tại huyện Trấn Giang, nay là địa cấp thị Trấn Giang, tỉnh Giang Tô, Cộng hòa Nhân dân Trung Hoa. Ông lớn lên và tốt nghiệp cao trung ở Trấn Giang, thi đỗ Học viện Sư phạm Bắc Kinh (nay là Đại học Sư phạm Bắc Kinh), tới thủ đô nhập học Khoa Giáo dục chính trị vào tháng 9 năm 1980 và tốt nghiệp cử nhân chuyên ngành này vào tháng 7 năm 1984. Tháng 6 năm 1996, ông tới Hợp Phì để theo học chương trình kỹ thuật và khoan học quản lý chuyên nghiệp tại chức tại Viện Nghiên cứu sinh của Đại học Khoa học và Kỹ thuật Trung Quốc, nhận bằng Thạc sĩ Quản trị học 3 năm sau đó. Tiêu Bồi được kết nạp Đảng Cộng sản Trung Quốc vào tháng 7 năm 1984 tại Sư phạm Bắc Kinh ngay khi tốt nghiệp, từng tham gia khóa tiến tu cán bộ cấp địa, sảnh giai đoạn tháng 5–7 năm 2009 tại Trường Đảng Trung ương Đảng Cộng sản Trung Quốc.

## Sự nghiệp

### Bắc Kinh
Tháng 7 năm 1984, sau khi tốt nghiệp Sư phạm Bắc Kinh, Tiêu Bồi được giữ lại trường để công tác ở khối Đoàn Thanh niên Cộng sản Trung Quốc, dần dần là Phó Bí thư rồi Bí thư Đoàn trường. Tháng 3 năm 1988, ông là Phó Trưởng ban Tuyên truyền của Đảng ủy trường, vẫn kiêm là Bí thư Đoàn trường, sau đó 1 năm thì được chuyển tới Thành đoàn Bắc Kinh nhậm chức Phó Trưởng ban Tuyên truyền, và Trưởng ban Tuyên truyền Thành đoàn từ tháng 7 năm 1989. Tháng 3 năm 1994, Tiêu Bồi được bổ nhiệm làm Tổng biên tập Báo Thanh niên Bắc Kinh, cấp phó chính cục, đồng thời cũng là Tổng biên tập Báo Thanh thiếu niên ở thủ đô. Được 4 năm thì ông chuyển chức làm Phó Tổng biên tập thường vụ của Vãn chiều Bắc Kinh (Beijing Evening News), được 1 năm thì kiêm thêm là Phó Tổng biên tập Nhật báo Bắc Kinh. Những năm 2000, Bắc Kinh thành lập Tập đoàn Nghề báo Bắc Kinh, ông được điều chuyển làm Ủy viên Ủy ban Xã hội của tập đoàn này, kiêm Tổng biên tập Vãn chiều Bắc Kinh. Tháng 3 năm 2002, Tiêu Bồi được bổ nhiệm làm Phó Bộ trưởng Bộ Tuyên truyền Thành ủy Bắc Kinh, Thanh tra viên. Ở cương vị và thời điểm này, ông tham gia nhiều cơ quan ở thủ đô, giữ nhiều chức vụ cùng lúc và liên tiếp như Phó Chủ nhiệm Văn phòng của 2 tiểu tổ là Tiểu tổ lãnh đạo Xử lý vấn đề Pháp Luân Công của Thành ủy và Tiểu tổ lãnh đạo Xử lý vấn đề về tôn giáo của Chính phủ thành phố, hỗ trợ Đảng Cộng sản và chính quyền thủ đô quản lý các sự việc được cho là trái pháp luật vào thời điểm đó ở Trung Quốc mà chủ yếu là Pháp Luân Công. Bên cạnh đó, ông cũng tham gia tổ chức Thế vận hội Mùa hè 2008 ở cương vị là Phó Tổng thư ký, Trưởng ban Tuyên truyền thông tin của Ủy ban Tổ chức Olympic 2008, Chủ nhiệm Văn phòng Internet Bắc Kinh. Sau khi bế mạc Thế vận hội 2008, ông được bổ nhiệm làm Phó Tổng thư ký Thành ủy Bắc Kinh, cấp chính cục, sau đó là Phó Bí thư Đảng tổ, Cục trưởng Cục Văn hóa Bắc Kinh từ tháng 7 năm 2011.

### Trung ương
Đầu năm 2013, sau gần 30 năm công tác ở các cơ quan Bắc Kinh, Tiêu Bồi được điều tới khối cơ quan trung ương, vào Văn phòng Trung ương Đảng Cộng sản Trung Quốc làm cán bộ của Tổ thứ 5 thuộc Văn phòng Nghiên cứu và Điều phối, sau đó nửa năm thì là Tổ trưởng Tổ thứ 5 này. Một năm sau, ông được điều sang Ủy ban Kiểm tra Kỷ luật Trung ương Đảng, nhậm chức Bộ trưởng Bộ Tuyên truyền của cơ quan này, thăng cấp phó bộ trưởng từ tháng 4 và vẫn tiếp tục kiêm nhiệm làm Tổ trưởng Tổ thứ 5. Vào tháng 7 năm 2015, ông được bổ nhiệm làm Phó Bộ trưởng Bộ Giám sát Trung Quốc, đến cuối năm 2017 thì chuyển chức làm Thanh tra cấp bộ trưởng của Tổ Thanh tra Trung ương Đảng. Sang tháng 10 năm 2017, ông tham gia Đại hội Đảng Cộng sản Trung Quốc lần thứ XIX, được bầu làm Ủy viên Thường vụ Ủy ban Kiểm Kỷ Trung ương, ngay khi đại hội kết thúc thì được phân công làm Phó Bí thư Ủy ban Kiểm Kỷ. Sau đó, ông cũng được phê chuẩn làm Phó Chủ nhiệm Ủy ban Giám sát Nhà nước Trung Quốc khóa XIII. Cuối năm 2022, ông tham gia Đại hội thứ XX từ đoàn đại biểu cơ quan Trung ương Đảng và Nhà nước. Cuối năm 2022, ông tham gia Đại hội Đảng Cộng sản Trung Quốc lần thứ XX từ đoàn đại biểu khối cơ quan trung ương Đảng và Nhà nước. Trong quá trình bầu cử tại đại hội, ông được bầu là Ủy viên Ủy ban Trung ương Đảng Cộng sản Trung Quốc khóa XX.